# Aethomys kaiseri
Aethomys kaiseri — вид мишоподібних гризунів родини мишеві (Muridae). Вид поширений у Центральній Африці в таких країнах як Ангола, Бурунді, Демократична Республіка Конго, Кенія, Малаві, Руанда, Танзанія, Уганда і Замбія. Мешкає у тропічних та субтропічних вологих лісах. Тіло сягає 140–184 мм завдовжки, хвіст — 121–186 мм, вага до 150 г.